# کیوراتاغ
کیوراتاغ (به ارمنی: Քյուրաթաղ) یک منطقهٔ مسکونی در جمهوری آرتساخ است که در استان هادروت واقع شده‌است.